# Grâce Zaadi
Grâce Zaadi (n. 7 iulie 1993, în Courcouronnes) este o handbalistă franceză care joacă pentru echipa națională a Franței. Handbalista evoluează pe postul de coordonator de joc.

## Carieră
A jucat pentru cluburile Metz Handball, fiind căpitanul echipei, și Rostov-Don.  În 2022 s-a transferat la CSM București.
Grâce Zaadi a făcut parte din echipa Franței care a câștigat medalia de argint la Jocurile Olimpice din 2016 de la Rio de Janeiro și din echipa franceză care a câștigat medalia de aur la Campionatul Mondial din 2017.

## Palmares

### Club
- Campionatul Franței:
  - Câștigătoare: 2011, 2013, 2014, 2016, 2017, 2018, 2019, 2022

- Cupa Franței:
  -  Câștigătoare: 2013, 2015, 2017, 2019, 2022

- Cupa Ligii Franței:
  -  Câștigătoare: 2011, 2014

- Cupa Rusiei:
  - Câștigătoare: 2021

### Echipa națională
- Jocurile Olimpice:
  -  Medalie de aur: 2020
  -  Medalie de argint: 2016

- Campionatul Mondial:
  -  Medalie de aur: 2017
  -  Medalie de argint: 2021

- Campionatul European:
  -  Medalie de aur: 2018
  -  Medalie de argint: 2020
  -  Medalie de bronz: 2016

- Campionatul Mondial pentru Tineret:
  -  Medalie de argint: 2012

## Distincții individuale
- Cel mai bun coordonator de joc al Campionatului Francez: 2018
- Cel mai bun coordonator de joc de la Campionatul Mondial: 2017[8], 2021
- Cel mai bun coordonator de joc de la Jocurile Olimpice: 2020

## Decorații
- Cavaler al Legiunii de onoare: 2021[9]
- Cavaler al Ordinului Național de Merit: 1 decembrie 2016[10]